# Bertrand Cochery
Pour les articles homonymes, voir Cochery.
Bertrand Cochery, né le 3 octobre 1959, est un diplomate français. Il a dernièrement été ambassadeur de France au Tchad, de 2019 à 2023.

## Biographie
Né le 3 octobre 1959, Bertrand Cochery est titulaire d'un diplôme d’études approfondies de philosophie et est diplômé de l'Institut d’études politiques de Paris. En 1988, il devient administrateur de la ville de Paris, puis est détaché comme secrétaire des affaires étrangères en 1992. En 2000, il est intégré à sa demande au corps des conseillers des affaires étrangères.
Après avoir occupé plusieurs postes au sein du ministère des Affaires étrangères, il est nommé consul général de France à Londres en 2005. Après avoir été inspecteur des affaires étrangères de 2009 à 2012, il devient ambassadeur de France en Guinée et en Sierra Leone en résidence à Conakry en 2012,. En 2016, il est nommé ambassadeur de France au Congo.
En 2019, il succède à Philippe Lacoste comme ambassadeur de France au Tchad,,.
En juillet 2023, la france propose de soumettre le nom Bertrand Cochery, pour prendre la tête de l'ambassade de France au Burkina Faso.

## Décorations
- Chevalier de la Légion d'honneur (2013)[12]
- Officier de l'ordre national du Mérite (2019, chevalier en 2005)[13],[14]
- Grand officier de l'ordre national du Mérite (Guinée) (2016)[15]
- Commandeur de l'ordre du Mérite congolais (2019)[16]